# Böhmerwaldplatz
Böhmerwaldplatz - stacja metra w Monachium, na linii U4. Znajduje się w dzielnicy Bogenhausen. Stacja została otwarta 27 października 1988.